# Rubieżewicze
Rubieżewicze (biał. Рубяжэвічы, Rubiażewiczy) – agromiasteczko w rejonie stołpeckim, w obwodzie mińskim na Białorusi, leżąca pomiędzy rzekami Suła i Przekul. Centrum administracyjne rubieżewickiego sielsowietu. Siedziba parafii prawosławnej (pw. św. Mikołaja Cudotwórcy) i rzymskokatolickiej (pw. św. Józefa).

## Historia
Miasto magnackie hrabstwa kojdanowskiego położone było w końcu XVIII wieku w powiecie mińskim województwa mińskiego.
Wiosną 1906 roku rosyjska policja wykryła w majątku Rubieżewicze tajną polską szkołę. Nauczyciele otrzymali kary. Od 1919 Rubieżewicze znajdowały się pod polską administracją, a w latach 1921–1945 leżały na terytorium II Rzeczypospolitej w pobliżu granicy z Białoruską SRR, były miasteczkiem i siedzibą wiejskiej gminy Rubieżewicze.
W dwudziestoleciu międzywojennym leżały w województwie nowogródzkim, w powiecie stołpeckim. W 1921 miejscowość liczyła 1509 mieszkańców, zamieszkałych w 240 budynkach, w tym 1115 Polaków, 261 Żydów, 130 Białorusinów i 3 osoby innej narodowości. 903 mieszkańców było wyznania mojżeszowego, 498 rzymskokatolickiego i 108 prawosławnego.
Od 1 grudnia 1941 do 8 czerwca 1942 istniało tam getto, w którym uwięziono ok. 1,7 tys. osób, także z miejscowości Naliboki. W listopadzie 1942 rozstrzelano ok. 1000 osób. Obecnie w miejscu egzekucji, pod miastem, przy drodze do Dzierżyńska, znajduje się tablica upamiętniająca to wydarzenie.
Po II wojnie światowej w granicach Związku Sowieckiego. Od 1991 w niepodległej Białorusi.

### Zabytki
- Kościół św. Józefa, parafialny
- Cmentarz żydowski
- Drewniany młyn wodny nad Sułą – obecnie w ruinie

### Zabytki zniszczone
- Cerkiew cmentarna
- Cerkiew św. Mikołaja Cudotwórcy
- Kościół św. Antoniego z Padwy - drewniany, zniszczony w 1972
- Synagoga

## Inne obiekty
- Cerkiew prawosławna pw. św. Mikołaja Cudotwórcy z 2000 r., parafialna[2]

## Rubieżewicze w kulturze
Miejscowość pojawia się na kartach powieści Sergiusza Piaseckiego Kochanek Wielkiej Niedźwiedzicy.